# Enganyapastors (grup de bolets)
Són bolets del grup de les lleteroles, també anomenats esclata-sangs de llet blanca o esclata-sangs blancs, de barret llis, marcat amb zones concèntriques (com els rovellons) més o menys evidents, de color groguenc o lleugerament ataronjat, sense cap mena de pilositat.

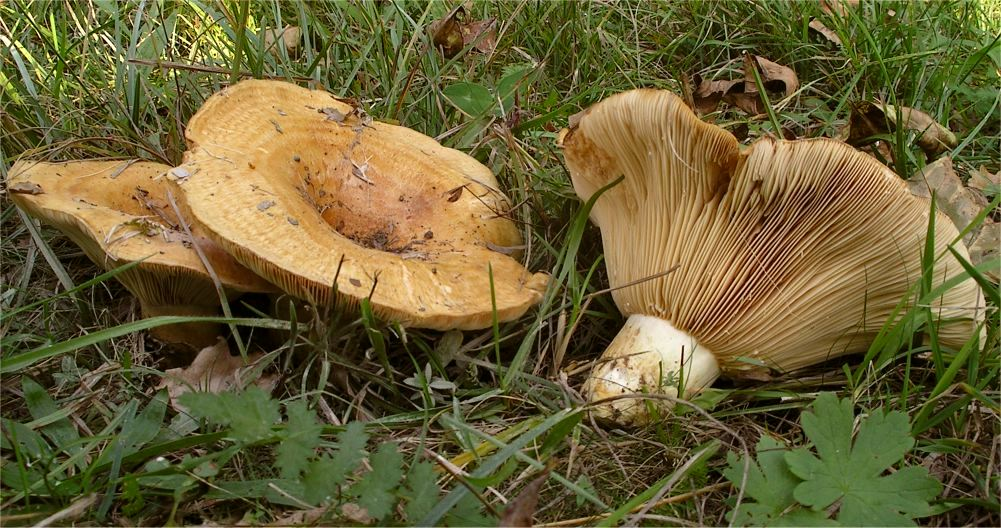
Enganyapastors d'alzina de llet blanca (Lactarius zonarius)

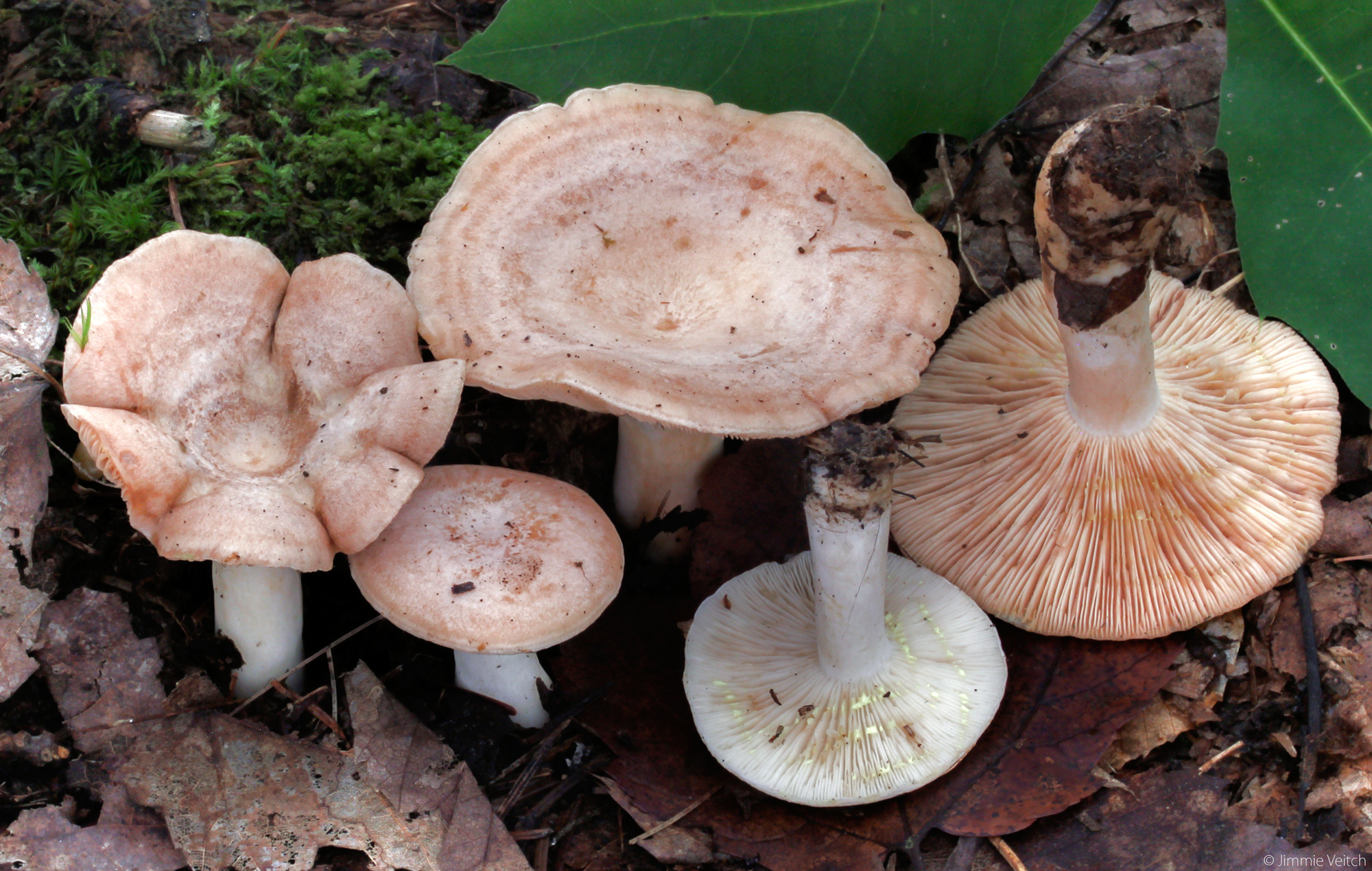
Enganyapastors d’alzina (de llet groga) (Lactarius chrysorrheus)

La llet és de color blanc, pot ser immutable o, en certes espècies, canviar a color groc en pocs minuts.
Tots els enganyapastors pertanyen al gènere Lactarius secció Zonarii.

### Espècies d'enganyapastors
Entre els enganyapastors de llet blanca immutable i barret viscós (Secc. Zonarii Subsecc. Zonarii):
- Lactarius acerrimus, pigallat venós
- Lactarius evosmus, enganyapastors de pollancre
- Lactarius zonarius, enganyapastors de llet blanca

Entre els enganyapastors de llet blanca que esdevé groga en pocs minuts (Secc. Zonarii Subsecc. Croceini):
- Lactarius chrysorrheus, enganyapastors de llet groga
- Lactarius mediterraneensis, pigallat